# 類家明日香
類家 明日香（るいけ あすか、1985年4月16日 - ）は、日本の元グラビアアイドル、女優である。本名同じ。
岩手県盛岡市出身。ジャパン・ミュージックエンターテインメントに所属していた。盛岡大学附属高等学校卒業。牡羊座、血液型O型。趣味はガンプラ作製。特技は書道（準師範）、水泳、ピアノ。公表されていたサイズ（2006年当時）は、身長165cm、B92cm、W62cm、H89cm。

## 概要
2002年10月にデビュー。
グラビアアイドルの中でも、特に太めの体型を売りとする「樽ドル」の代表格であり、「樽ドルクイーン」「ムチムチ界の最終兵器」とも呼ばれ、当人自らも樽ドルと名乗って話題になった。
SPA!（扶桑社）2004年12月21日号内の「裏ベスト10」企画でも、杉作J太郎が「正統派着エロ写真集」のベスト10に選んでいる。またアイドル評論家の北川昌弘は、当人の登場と「樽ドル」「ムチドル」について「杏さゆりらに代表される“くびれ系”が支持されたことで、それに対抗して“アンチくびれ系”が登場した。これが新しいトレンドを求めるコアなファンを中心に支持された。『ムチドル』というジャンルが注目されるようになったのは、非ナイスボディという短所をセールスポイントとしてはっきり打ち出した類家明日香の登場による部分が大きい」と評している。
当人は元々太めの体型で、「デビューした頃が人生の中で一番太っていたかも」と話している。そして、地元の岩手県では「みんなこういう体型だった」のでそんなに気にすることも無かったと話していたが、2004年頃にインターネット上で一部のファンが自分のことを「樽ドル」と呼んでいるのを知って「確かに樽だよな」と納得して自分から樽ドルと名乗るようになったという。そして当時、当人は「ムチムチは母性の象徴」とも話していたことがある。その後、せっかくグラビアをやるようになったので、少しでも理想のプロポーションに近づくためにと「樽ドル」からの脱却を図って、ダイエットに挑戦し、2005年1月頃には水泳のインストラクターをやっていた頃の体型に戻っている。
2006年4月には、当時TBS系で放送されたアニメ『ウィッチブレイド』のイメージキャラクターに起用された。
当初は趣味の「ガンプラ作製」、好きなモビルスーツは「ガンダムMk-II」というマニアぶりで話題を呼んだ。
一時期は中野腐女子シスターズの一員としても活動していた。
2007年に公式ブログにおいて喘息のため休業中であることが発表された。しかしその後、特にアナウンスもなく、公式ブログも消滅（所属事務所のプロフィールも削除済）。

## DVD
- 『Pure Smile 類家明日香』（竹書房）
- 『suika』（ベガファクトリー）
- 『乳 type』（日本メディアサプライ）
- 『ほにほに』（バウハウス）
- 『樽でどうだっ!!』（フォーサイド・ドット・コム）
- 『たるるん』（ケンメディア）
- 『巻いて、揺れて、つかみはOK』（フォーサイド・ドット・コム、2006年11月24日発売）

## 写真集
- 乳しぼり教室（2004年1月30日、ぶんか社、撮影：前村龍二）ISBN 978-4821125982

## 出演
- 「Campus Link」（2006年、TOKYO MX）アシスタント
- 「まいっちんぐマチコ先生 THE MOVIE 〜OH!コスプレ大作戦〜」（2004年）
- 「ぷるるん爽快アワー!」（2004年 - 2007年、スカパー!・エンタ!371）
- 「グラビアの美少女」（MONDO21）